# Hypobletus orbatus
Hypobletus orbatus är en skalbaggsart som beskrevs av Schmidt 1896. Hypobletus orbatus ingår i släktet Hypobletus och familjen stumpbaggar. Inga underarter finns listade i Catalogue of Life.